# Immaculatasäule in Unterlaa

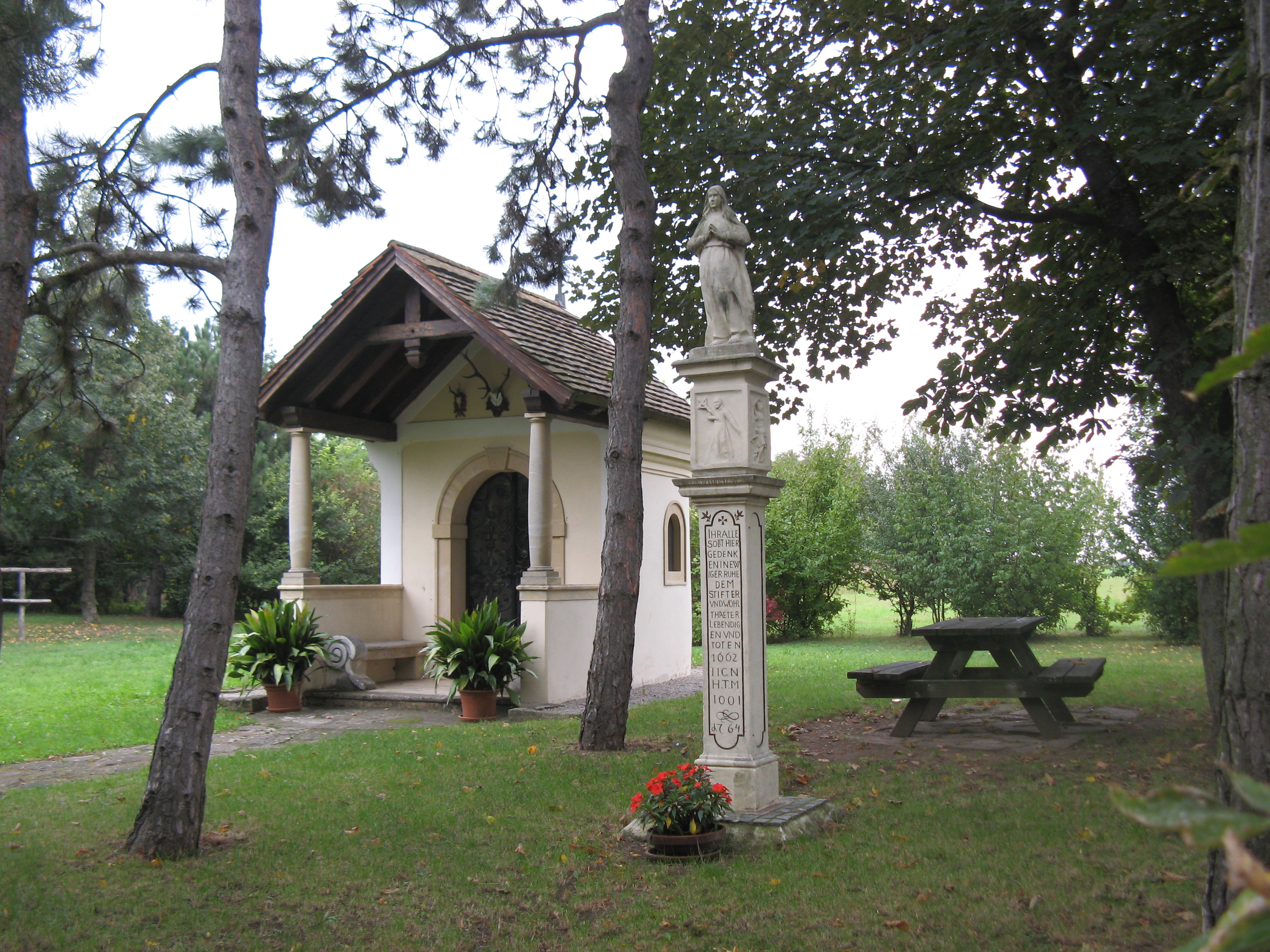
Immaculatasäule und Eustachiuskapelle

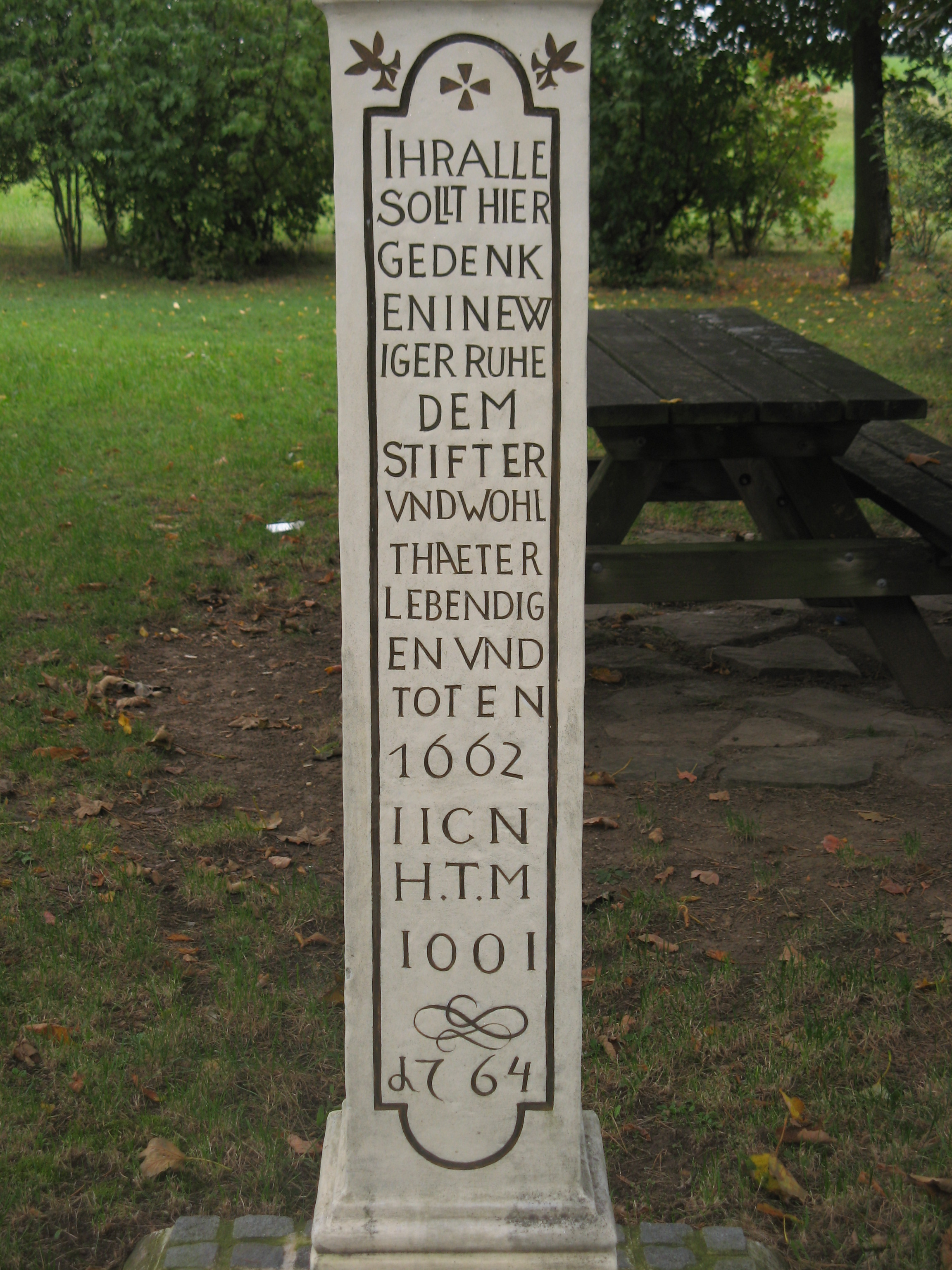
Pfeilerinschrift

Die Immaculatasäule in Unterlaa ist eine denkmalgeschützte barocke Mariensäule. Sie steht am Johannesberg beim Umspannwerk Wien-Südost im 10. Wiener Gemeindebezirk Favoriten, Bezirksteil Unterlaa, an einem Verbindungsweg zwischen Unterlaa und Maria-Lanzendorf. Hier ist das Ziel der alljährlich abgehaltenen Bittdienstagsprozessionen vor dem Fest Christi Himmelfahrt.

## Bau und Geschichte
Die Säule wurde 1764 anstelle eines 1662 errichteten Bildstocks erbaut. 1994 wurde neben der Säule eine Jagdkapelle errichtet, die dem Hl. Eustachius geweiht ist.
Über dem vierseitigen Steinpfeiler befindet sich ein quaderförmiger Aufsatz mit vier Relieffeldern. Auf der Spitze des Aufsatzes steht eine Immaculatastatue. Seit der letzten sorgsamen Renovierung sind die Reliefs und der Inschriftpfeiler wieder in ihrem Originalzustand, nachdem sie durch frühere Reparaturen und Übermalungen nahezu unkenntlich gemacht worden waren. Die Inschrift auf dem Pfeiler lautet: „Ihr alle sollt hier Gedenken in ewiger Ruhe dem Stifter und Wohlthaeter der Lebendigen und Toten 1662, IICN, H.T.M 1001 1764“.
Auf den Relieffeldern ist ziemlich sicher Johannes der Täufer, der Patron von Unterlaa, zu erkennen. Die vermutete Darstellung des Franz von Assisi auf der Vorderseite ist dagegen kaum erkennbar. Die beiden anderen Reliefs könnten einen Ölberg und einen Engel darstellen.
Die Steinsäule wurde am 4. August 1827 durch einen Blitzschlag stark beschädigt und von der Unterlaaer Familie Neuburger wieder errichtet.